# 김선정 (1980년)
김선정(1980년 3월 28일 ~ )은 대한민국의 희극 배우이자 연극배우이다.

## 생애
2001년 MBC 공채 12기 개그맨으로 데뷔하였고 이듬해 2002년 연극배우 데뷔하였다.

## 출연작

### 텔레비전 프로그램
- 코미디하우스 (MBC)
- 비타민 (KBS)
- 웃찾사 (SBS)
- 개그야 (MBC)
- 코미디쇼 웃으면 복이 와요 (MBC)

### 시트콤
- 뉴 논스톱 (MBC)
- 연인들 (MBC)

### 연극
- 《추월색》